# Rasp Lake
Der Rasp Lake ist ein See auf Horseshoe Island vor der Fallières-Küste des Grahamlands auf der Antarktischen Halbinsel. Er ist der südlichste von fünf Seen inmitten des Farrier Col. Die anderen vier sind der Pick Lake, der Clincher Lake, der Puller Lake und der Pritchel Lake.
Das UK Antarctic Place-Names Committee benannte ihn im März 2022 in Anlehnung an die Benennung von Horseshoe Island nach einer Raspel (englisch rasp), wie sie zur Bearbeitung von Pferdehufen eingesetzt wird.